# Sant Joan de Gràcia
Sant Joan de Gràcia és una església a la plaça de la Virreina de la Vila de Gràcia (Barcelona), catalogada com a bé cultural d'interès local.

## Història

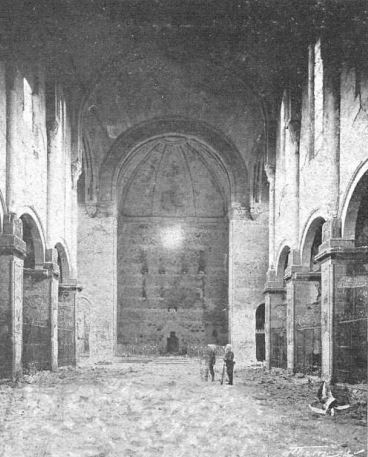
L'interior cremat durant de la Setmana Tràgica (1909)

Va ser construïda per iniciativa d'una junta formada per feligresos, ja que fins al 1868 el municipi de Gràcia no tenia cap parròquia pròpia, sinó que depenia de diferents de Barcelona. Aquell any ja s'havia constituït la parròquia de Sant Joan, que es va instal·lar provisionalment a l'església de la Providència, i el 1878 l'Ajuntament de Gràcia va adquirir el palau de la Virreina, on el 22 d'abril es va posar la primera pedra de la nova església.
Les obres, dirigides per l'arquitecte diocesà Magí Rius i Mulet, van durar fins al 1884, quan l'església va entrar en servei. El 1894, l'arquitecte Enric Sagnier en va dissenyar l'altar major. Mésnada tard, i sota la direcció de Francesc Berenguer i Mestres s'hi va construir la rectoria i la capella del Santíssim, que encara no s'havien acabat quan l'església fou incendiada durant la Setmana Tràgica (1909). La reconstrucció fou dirigida pel mateix Berenguer a partir del 1910.
L'historiador Josep Maria Tarragona, argumenta que la capella del Santíssim i el jubé s'hauria d'atribuir a Antoni Gaudí, per la presència d'alguns elements característics de l'obra gaudiniana com la creu de Malta. Tanmateix, el rector de la parroquia defensa que simplement és el reflex de l'estreta relació que hi havia entre Gaudí i Berenguer.

## Descripció
El conjunt està voltat de carrers i orientat de sud-est a nord-oest, seguint la trama viària del barri. Consta d'església i rectoria. L'església és d'una sola nau amb capelles i transsepte. Inclou també un campanar i contraforts vistos. Es considera dins del corrent eclecticisme, com que s'hi poden trobar influències medievalistes, islàmiques i romàniques.
La façana principal té una composició simètrica dividida en tres parts; la nau principal i el cos de capelles a cada lateral. La nau expressa en façana els pendents de la coberta que és a dues vessants, seguint les capelles la mateixa pendent a una alçada més baixa. Tots els ràfecs són perfils classicistes de pedra amb arcuacions a sota. L'alçada de la nau és considerable i està emfatitzada per les cantoneres de pedra que sobresurten del pla de façana i tenen continuïtat fins al sòcol, marcant la nau com un sol cos de gran alçada en comparació amb l'alçada reduïda de les capelles.
A la portalada d'accés hi ha una porta rectangular flanquejada per dues columnes i un emmarcament de pedra. Com a continuació d'aquests elements s'alcen tres arquivoltes que s'uneixen en un arc apuntat rebaixat. El timpà presenta un mosaic de ceràmica amb el nom de l'església. L'estil de la tipografia és posterior a l'original. Al mig de la façana hi ha una rosassa tancada amb un vitrall de vidres de color amb motius geomètrics.
Integrat en el cos del presbiteri s'alça el campanar. De planta de base rectangular, cobreix una alçada de dues plantes per sobre de la nau principal i no té cap obertura. Darrere del presbiteri hi ha la capella del Santíssim, amb una rica ornamentació que enclou rajoletes fetes per Mario Maragliano.
La capella del Santíssim és modernista, i són posteriors l'altar major amb baldaquí, de Josep Maria Camps i Arnau, i els murals de l'altar principal, de Carles Llobet i Raurich. Acabada l'any 1909, és subterrània, amb un absis i quatre cúpules recobertes de trencadís, decorades amb una creu de Malta amb dotze espigues, una parra amb dotze raïms —en al·lusió als dotze apòstols— i diverses inscripcions en llatí. El jubé és en una façana lateral, i està format per un balcó envoltat de cors, amb una crucifixió al damunt.
Les façanes laterals són molt sòbries, formades per murs de paredat on s'insereixen finestres petites amb arcs de mig punt. El transsepte disposa de portals a cada façana però el portal nord-est és tapiat. Aquests portals són similars al principal, però d'estil més evolucionat amb elements arquitectònics més estilitzats i de geometria més complexa amb certa influència islàmica.
La rectoria és de planta rectangular, amb cossos adossats de menor alçada que acaben de completar l'illa on s'implanta tot el conjunt. Les façanes disposen d'obertures variades i singulars. Destaca un conjunt de quatre obertures d'inspiració romànica amb una silueta composta per una obertura rectangular amb brancals lobulats i coronades per una obertura triforades d'arcs de mig punt, la finestreta central és més alta que les laterals. S'observa a través d'aquestes quatre obertures un balcó d'influència medievalista que té accés per una obertura tapiada a una alçada que no coincideix amb les actuals, que mostra les diferents fases de construcció i modificacions al procés d'obra.
El parament de la façana està fet amb paredat de pedra irregular alternat amb franges de maó. Aquest tipus de fàbrica podria ser la base d'un revestiment que mai es va realitzar si tenim en compte el sobre gruix entre aquest pla de façana i les cantonades de pedra.
La teulada de la rectoria es disposa a quatre vessants amb el carener paral·lel al carrer. Té una coberta de teula àrab i els ràfecs corresponents queden amagats darrere els murs de façana.
A la façana sud-est hi ha un Crist crucificat, i la nord-est una llinda amb medallons en baix relleu, probablement procedent del palau de la Virreina.

## Galeria

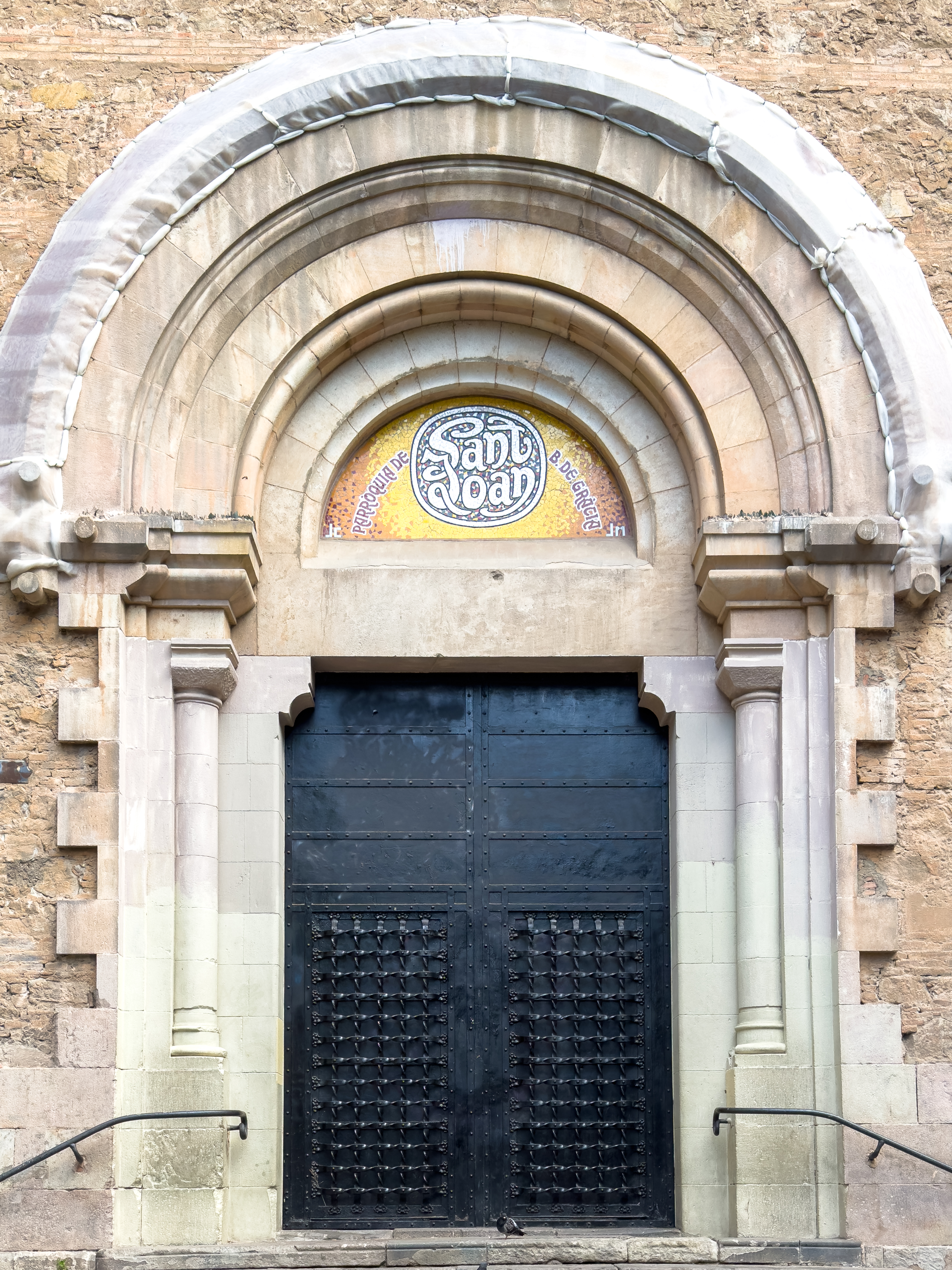
Portal
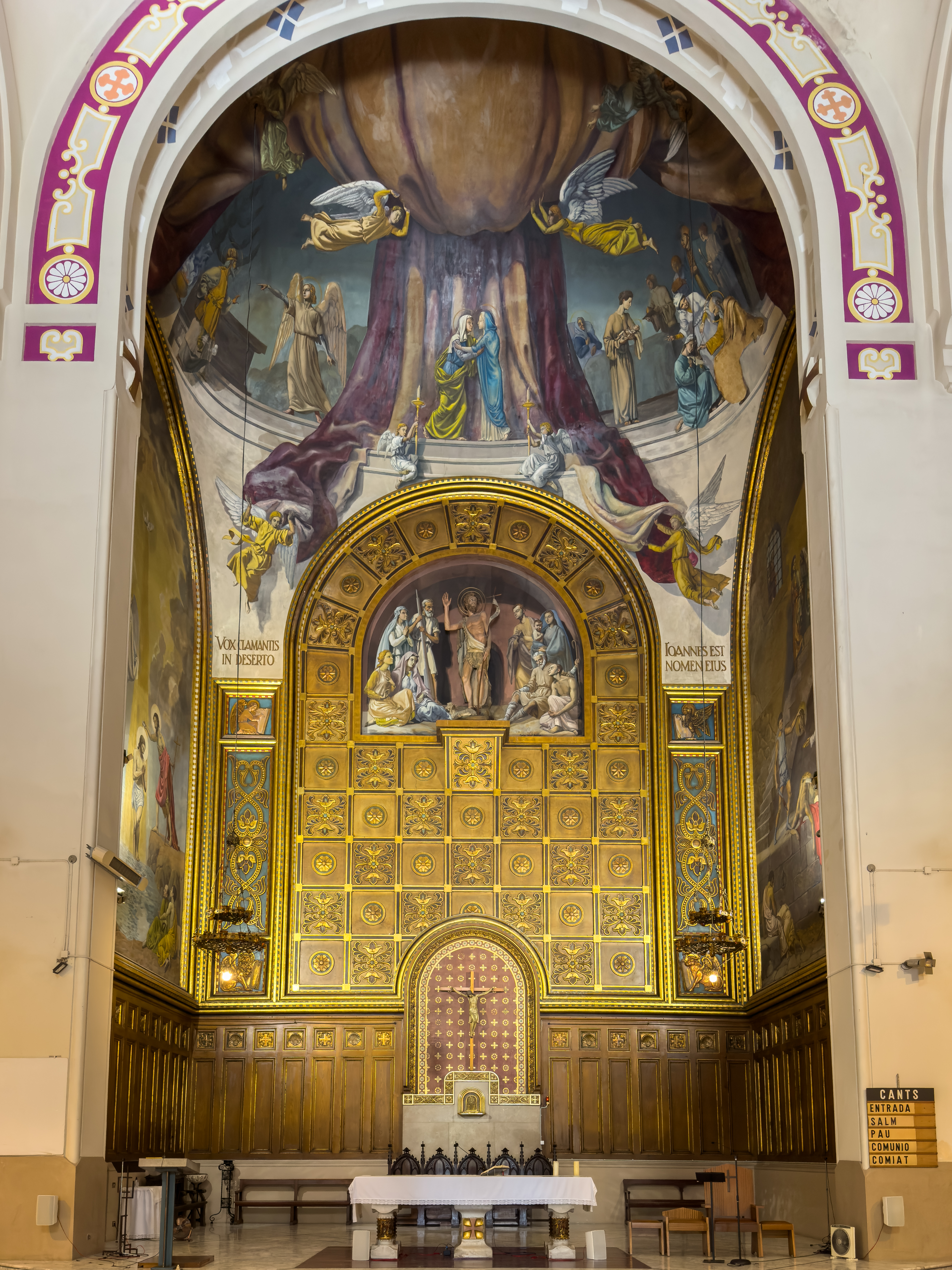
Altar major
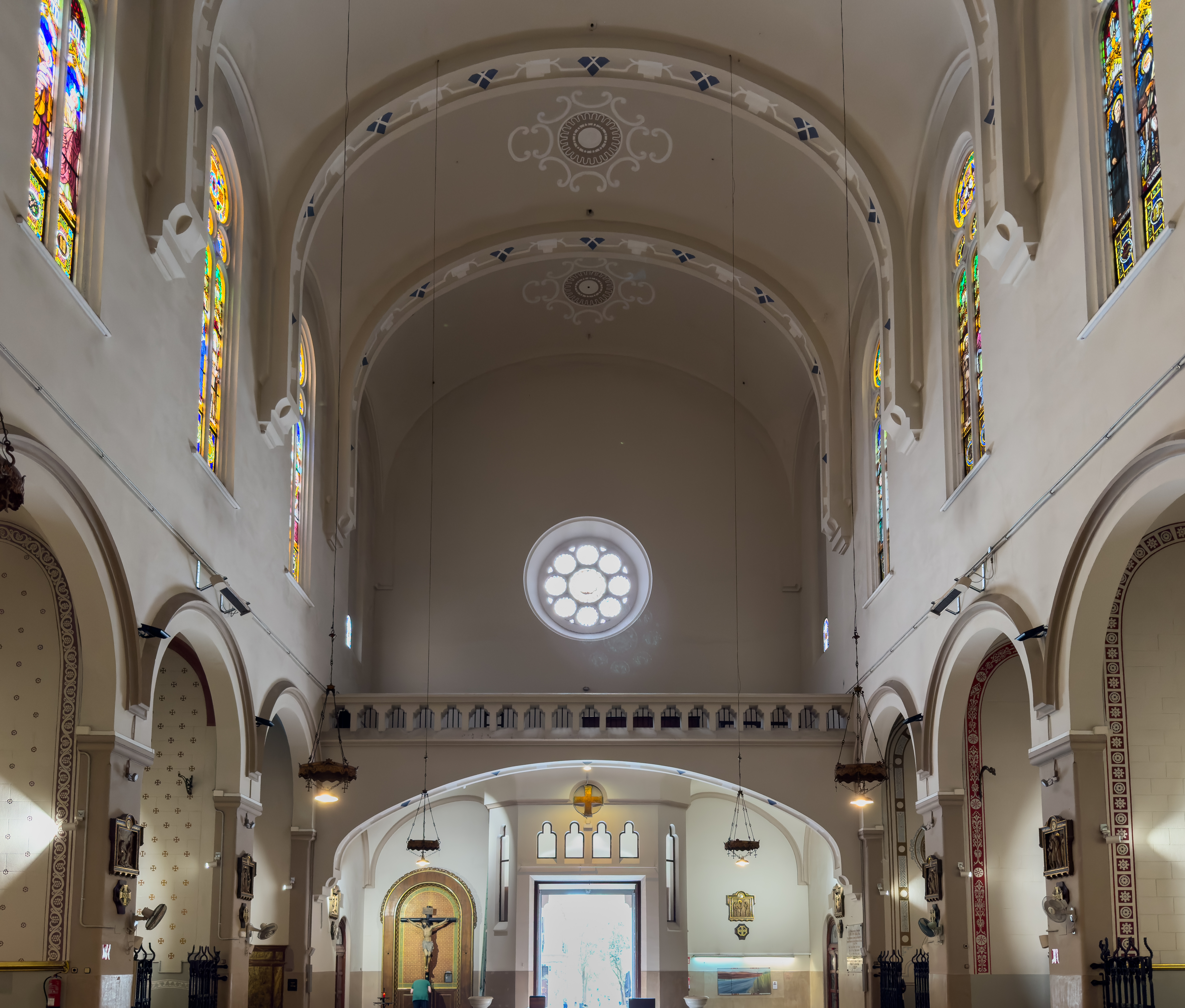
Nau
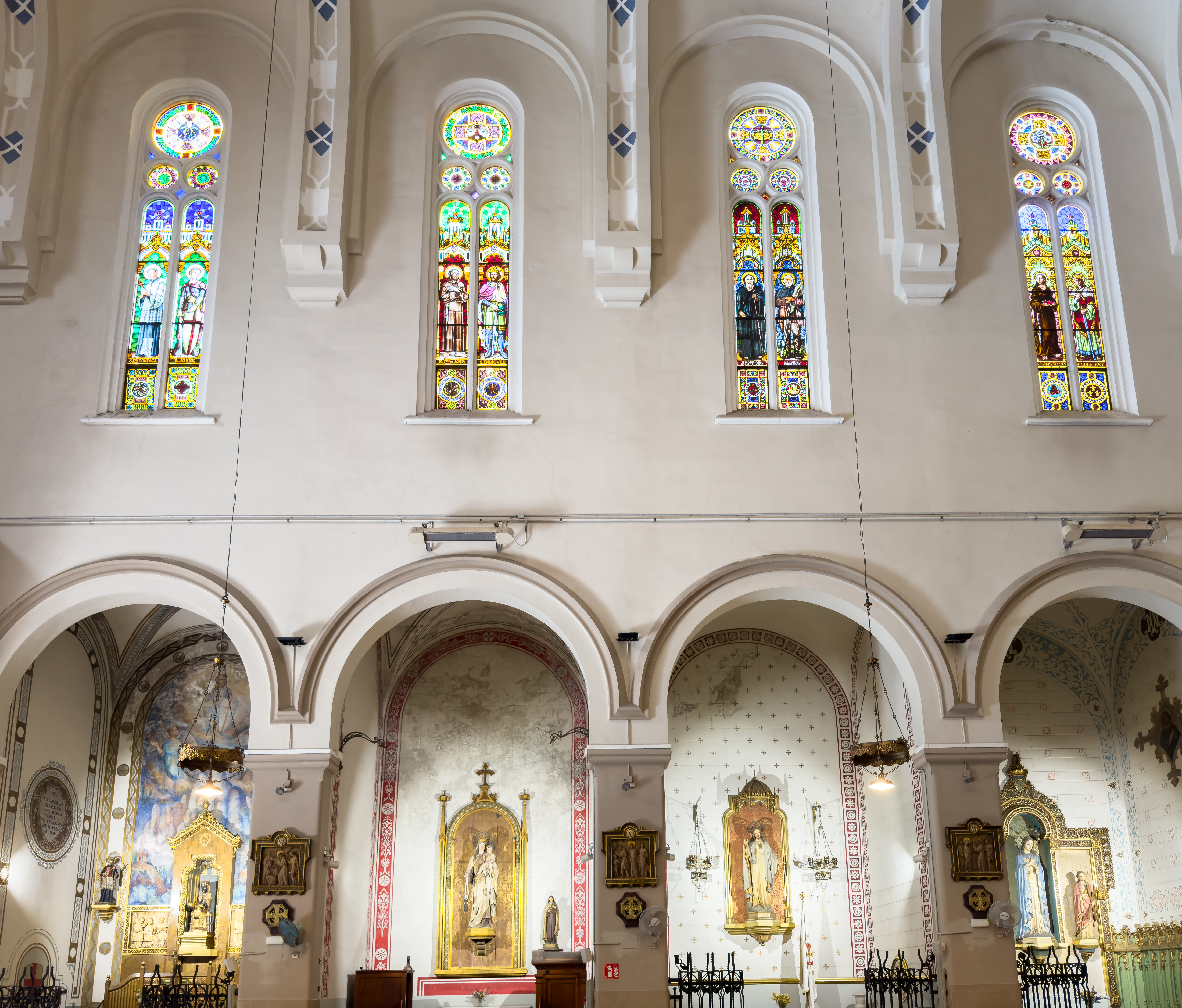
Capelles laterals i vidrieres
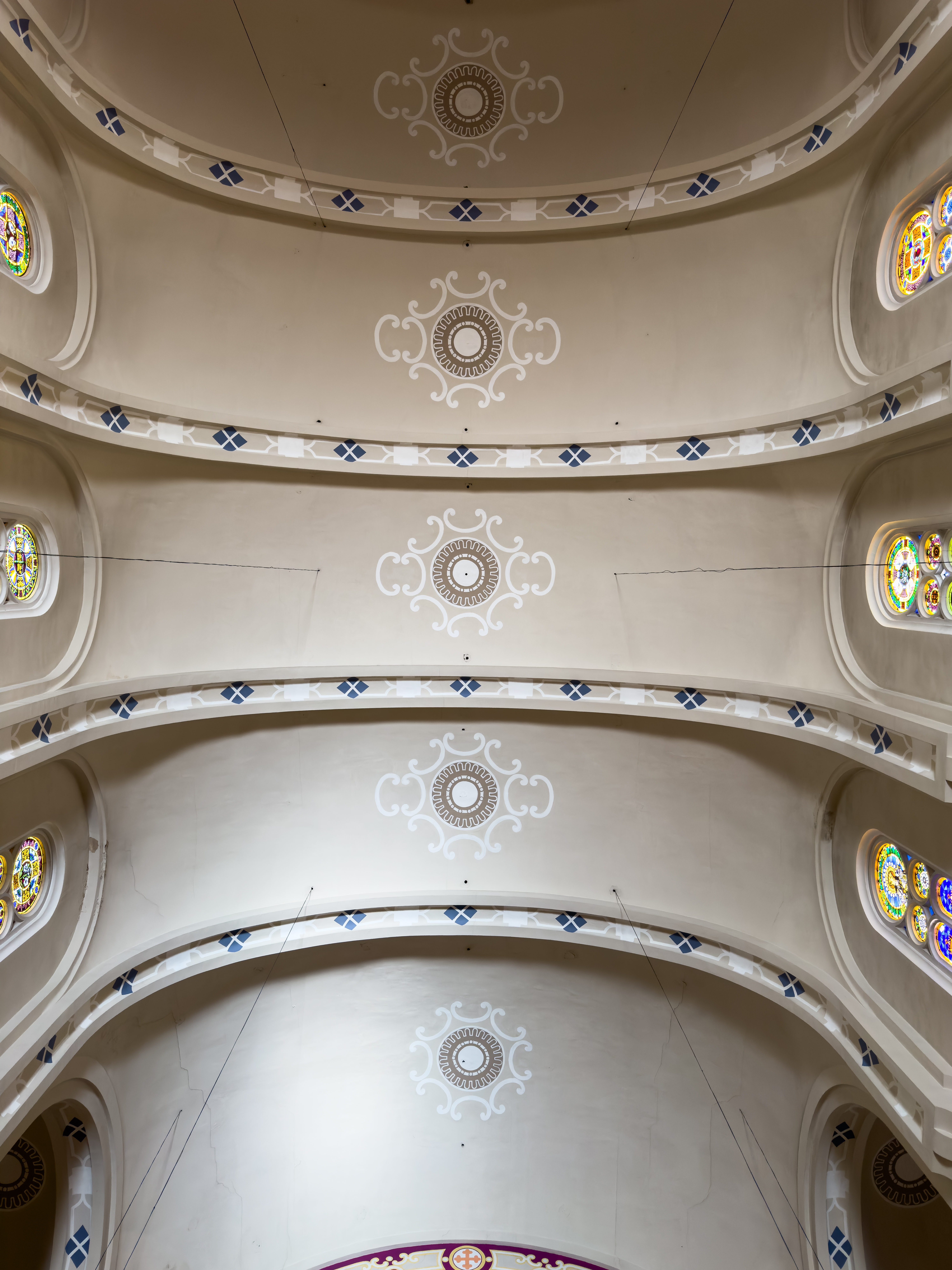
Voltes de la nau
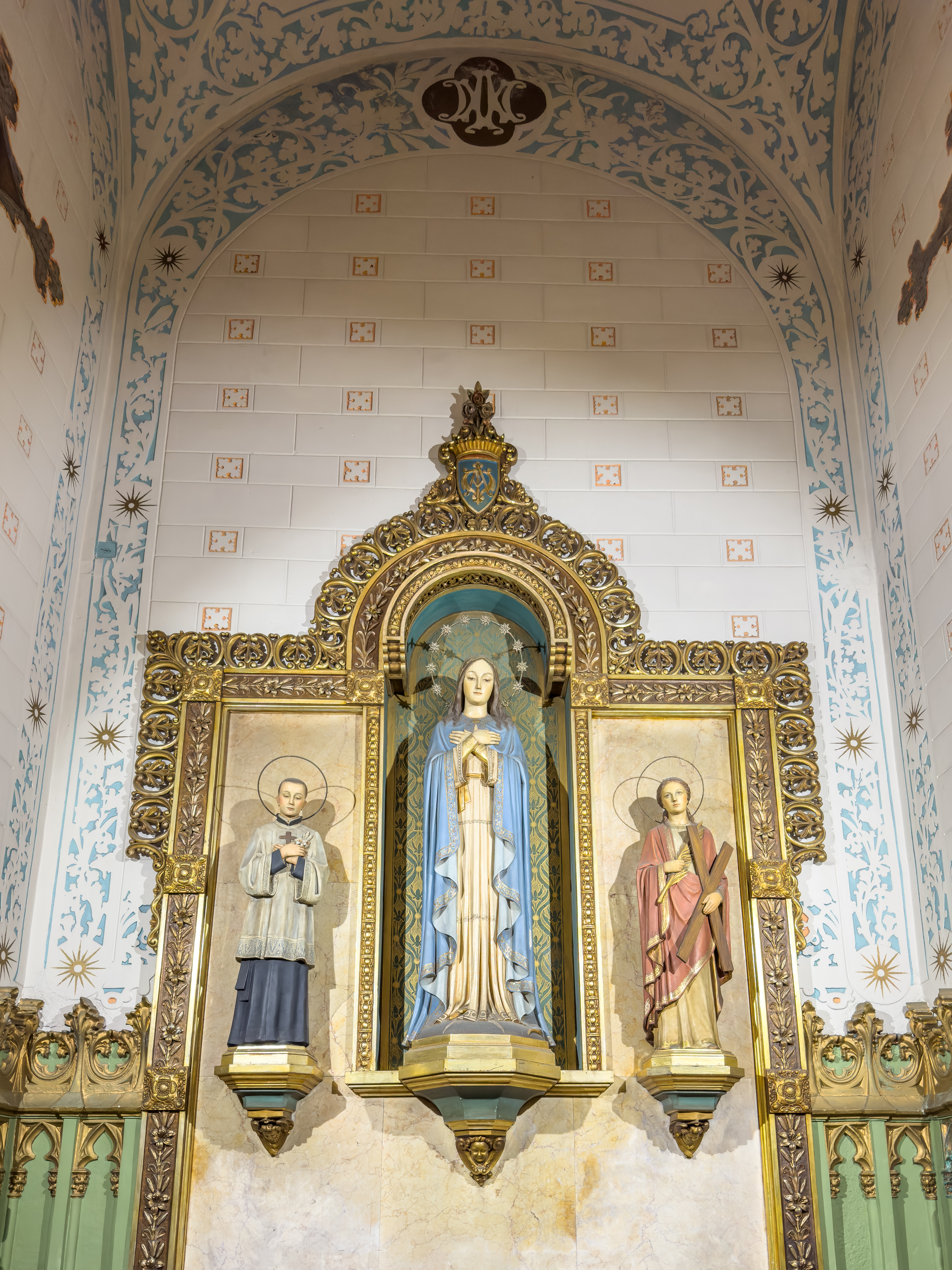
Una capella lateral
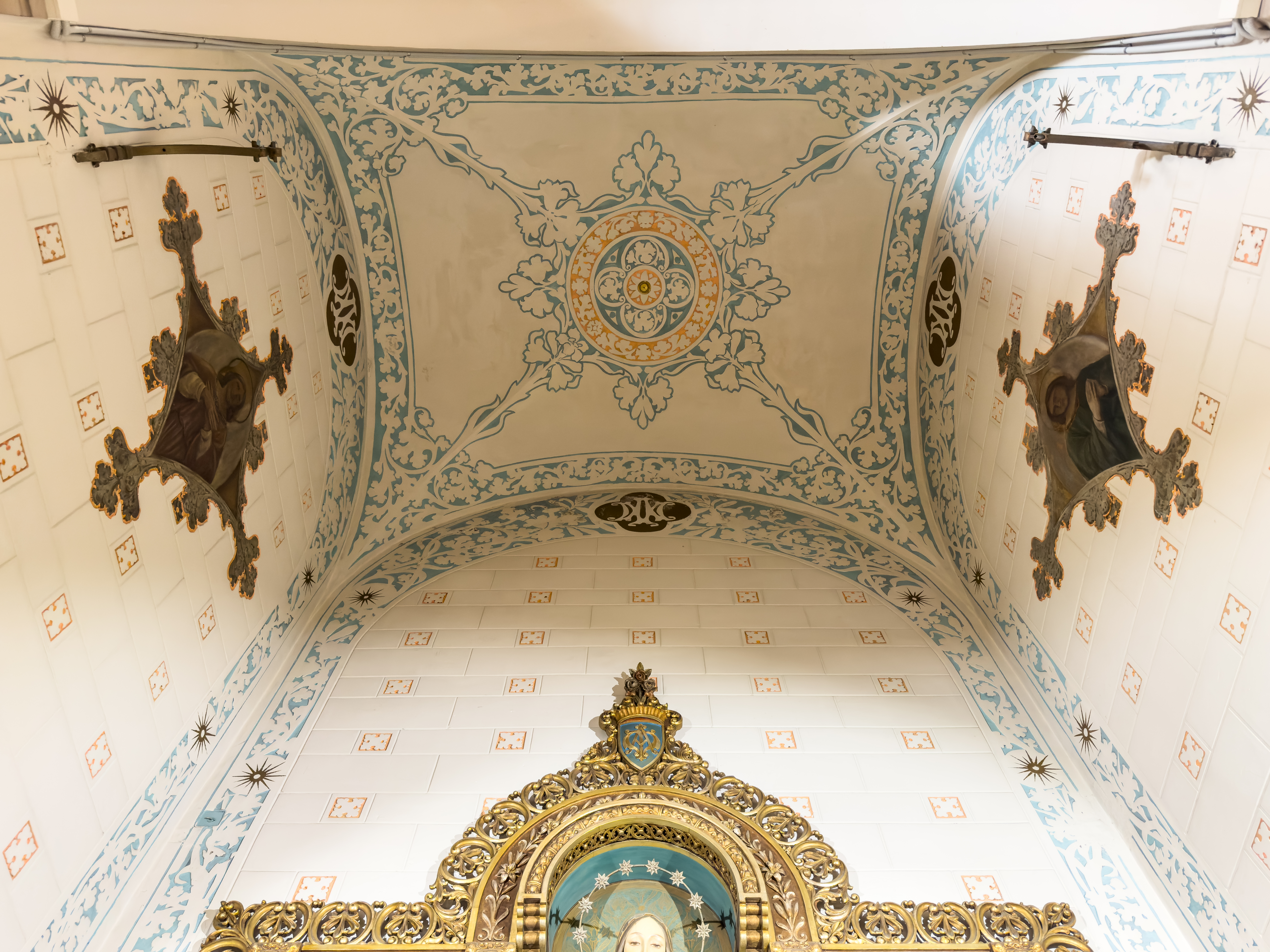
Volta de la capella
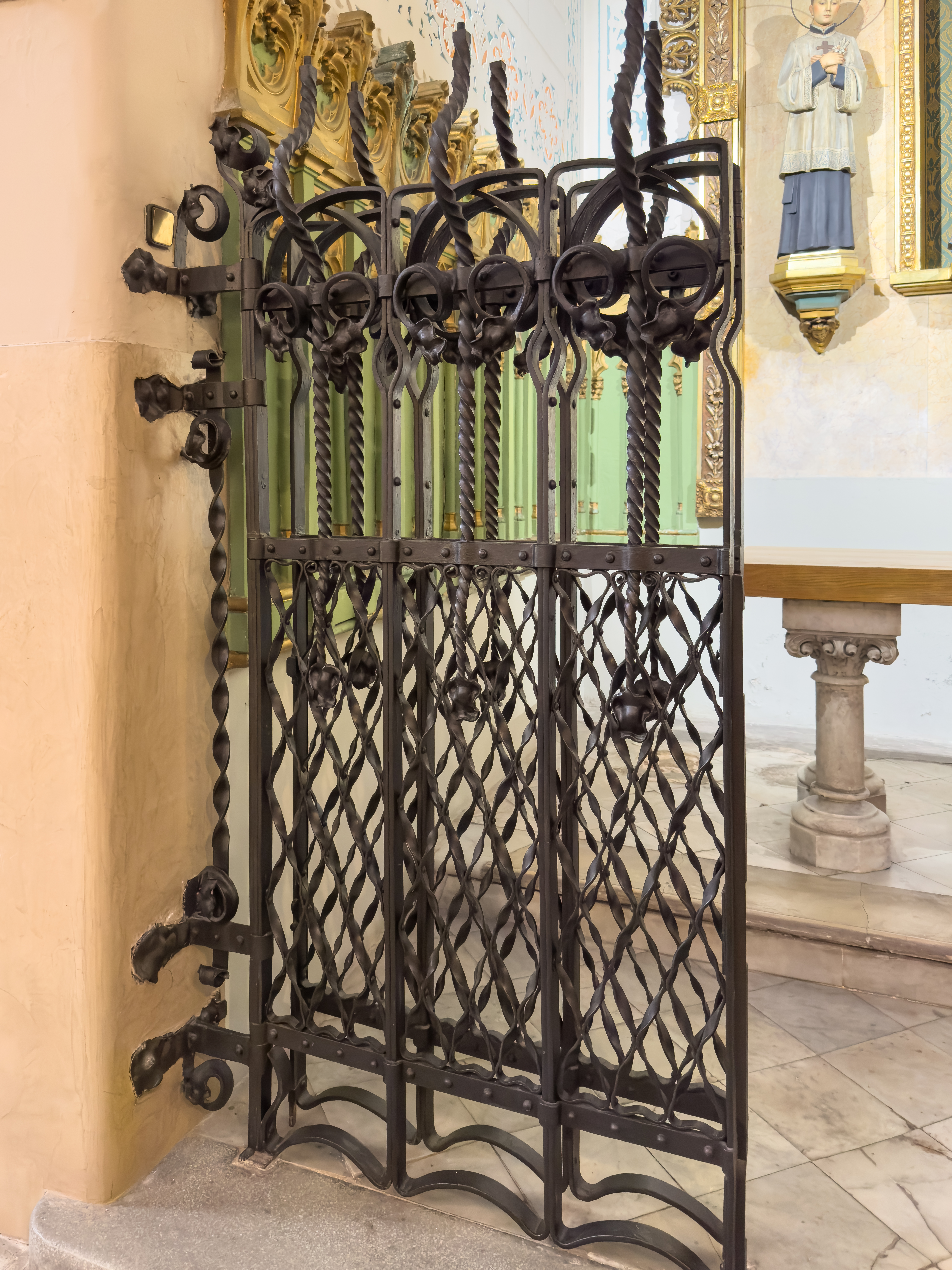
Reixa de la capella
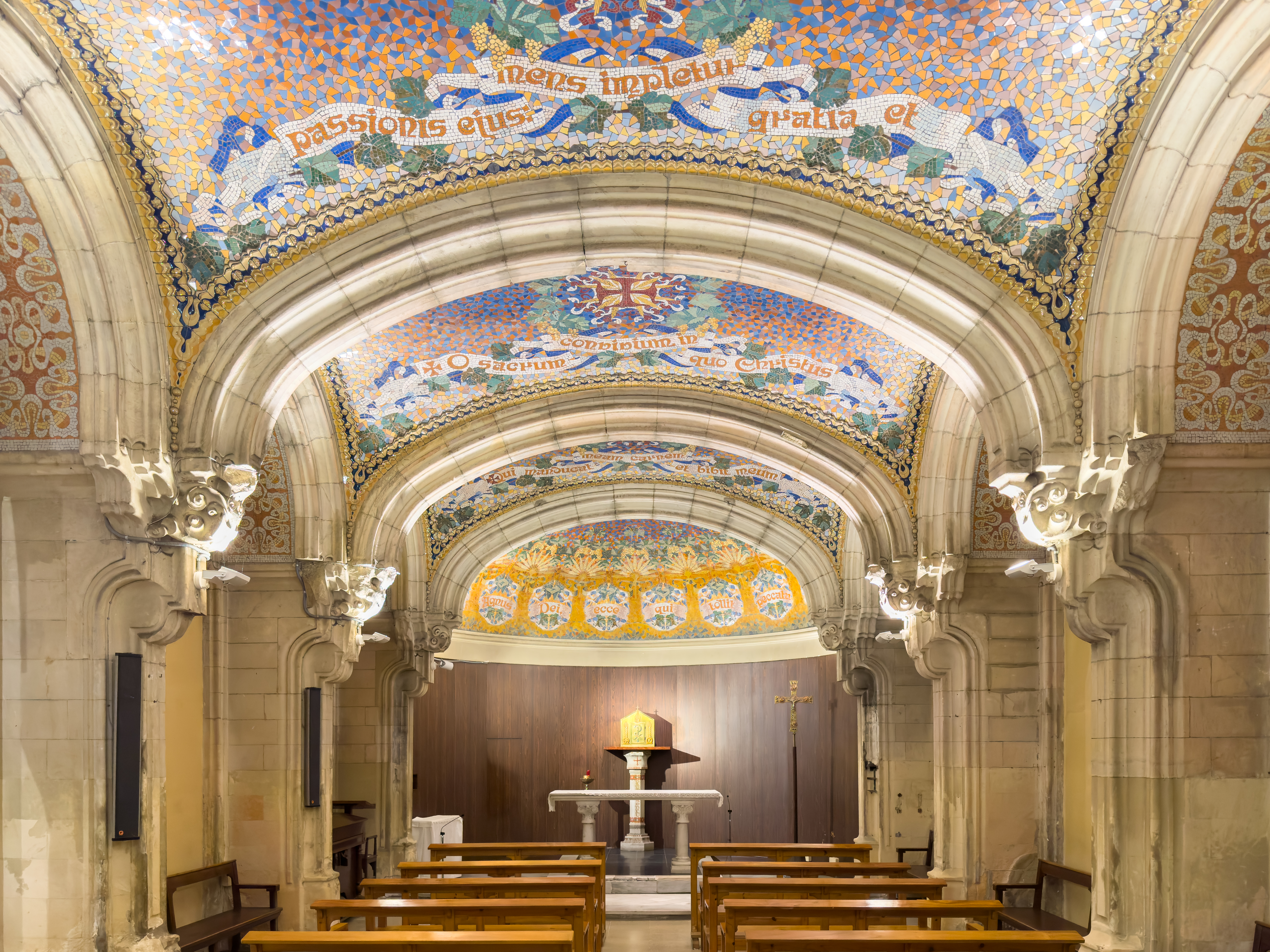
Capella del Santíssim
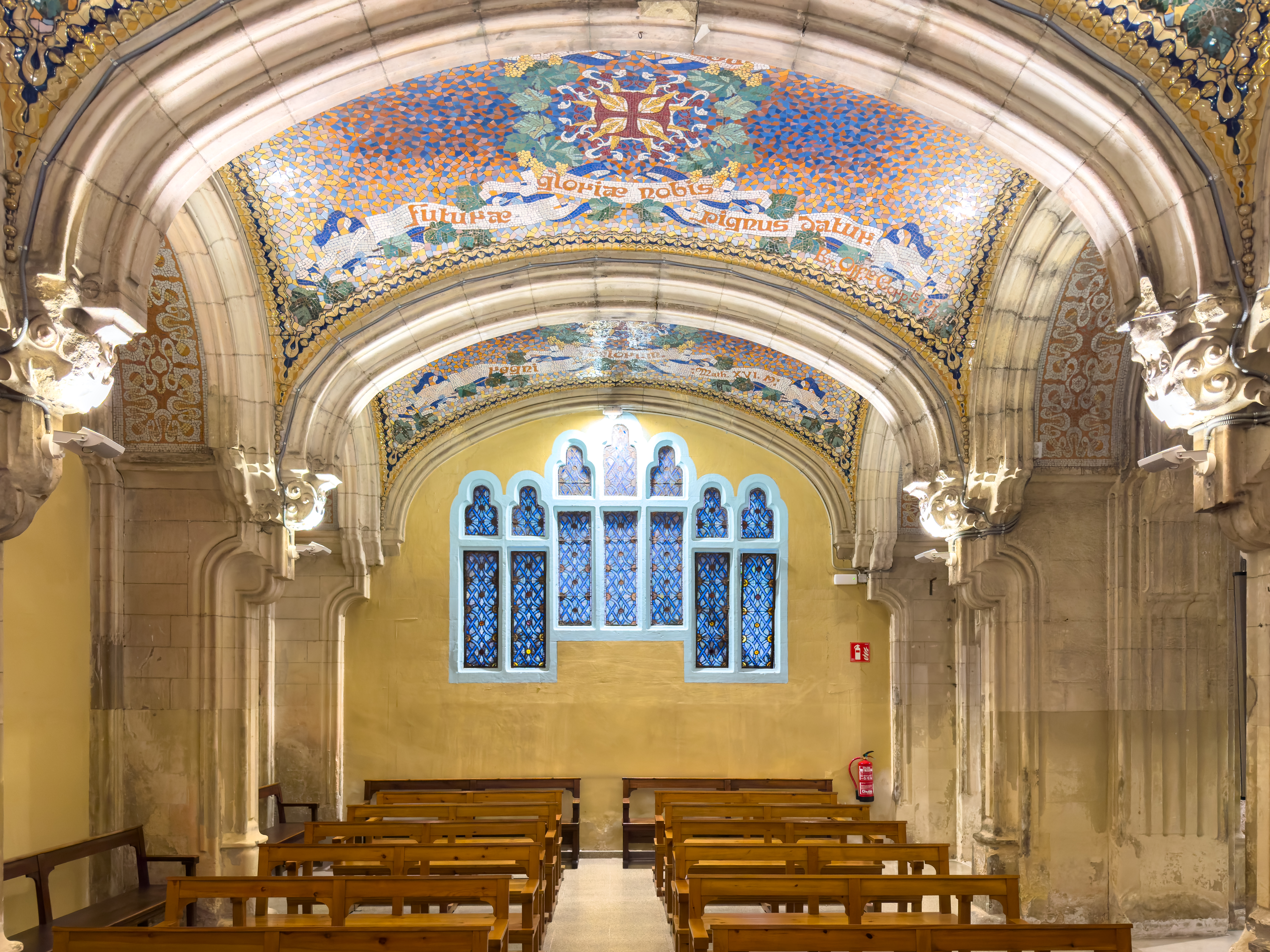
Capella del Santíssim
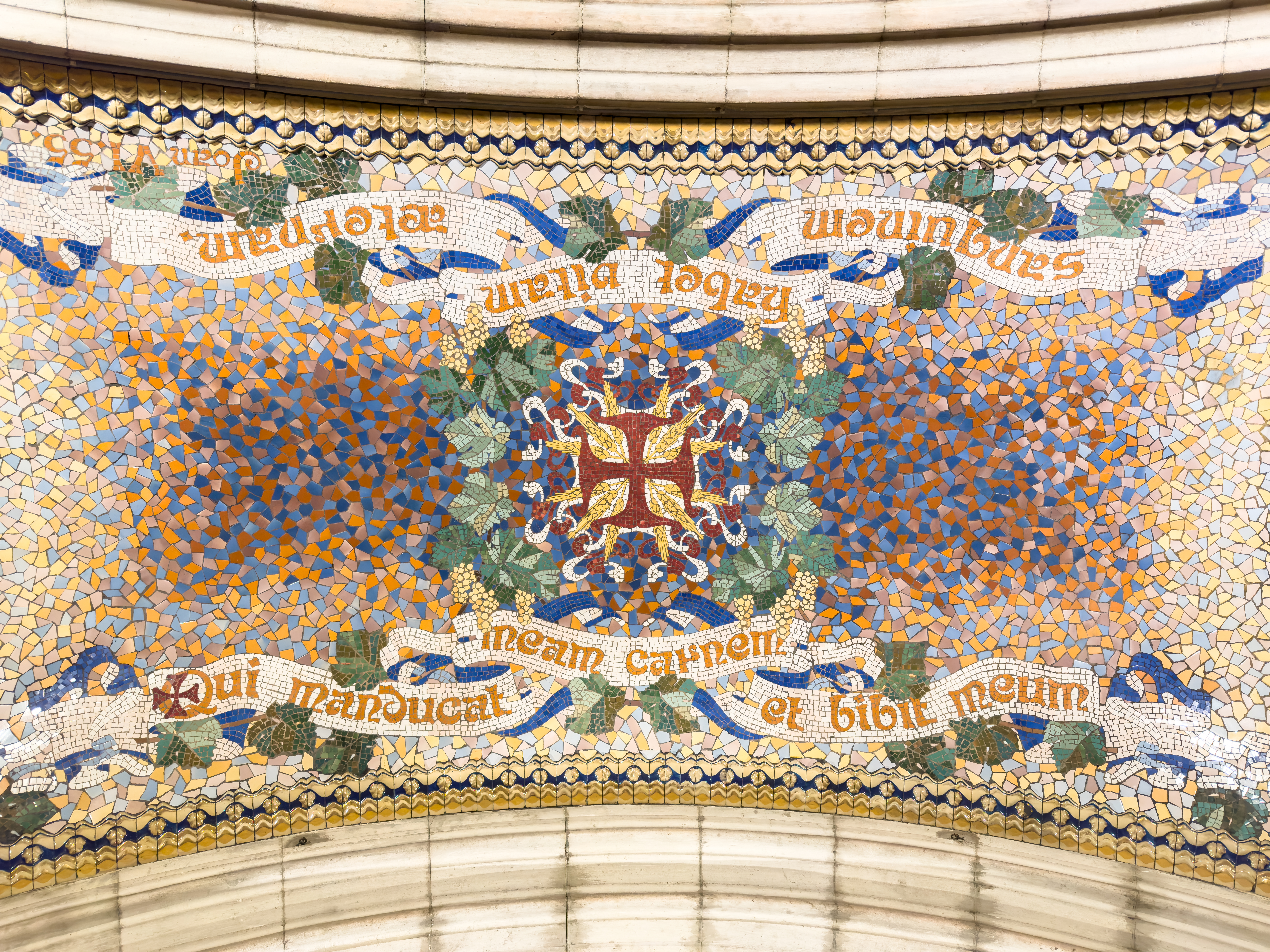
Volta de la capella